# Institut international du froid
Pour les articles homonymes, voir IIF et IIR.
L’Institut international du froid ou IIF (en anglais, International Institute of Refrigeration ou IIR) est une organisation indépendante et intergouvernementale qui s’engage à promouvoir la connaissance du froid au niveau mondial dans toutes ses applications et toutes ses technologies afin d’améliorer la qualité de la vie en respectant l’environnement et en accord avec les impératifs économiques :
- la qualité et la sécurité des produits alimentaires de la fourche à la fourchette ;
- le confort dans les immeubles résidentiels et commerciaux ;
- les produits et les services de santé ;
- les technologies des très basses températures et de liquéfaction des gaz ;
- l’efficacité énergétique ;
- l’utilisation de frigorigènes à faible impact sur la couche d’ozone et sur le réchauffement planétaire, sans négliger la sécurité.

## Histoire
Le début du XIXe siècle a été marqué par une forte augmentation de la demande en glace naturelle pendant l’été, notamment dans les brasseries produisant de la bière blonde.  Afin de répondre à cette demande, les fournisseurs ont cherché des solutions alternatives pour produire de la glace artificielle. Ainsi, des entrepreneurs entament des recherches sur les moyens de produire de la glace.
Si Oliver Evans a été le premier à documenter le cycle, c’est Jacob Perkins, un Américain travaillant en Angleterre, qui a pour la première fois fait breveter une machine fonctionnant sur le système du cycle à compression de vapeur en 1835.
En 1855, les premières machines à compression qui ont fait leurs preuves à l’échelle industrielle ont été mises au point par James Harrison.
Ferdinand Carré invente l’appareil à absorption dès 1859, puis viendra le modèle de réfrigérateur à compression de vapeur.
La machine à absorption a ensuite été remplacée par un réfrigérateur à compression de vapeur beaucoup plus simple, inventé par l’ingénieur français Charles Tellier en 1885, qui est toujours utilisé aujourd’hui.
Afin de soutenir le développement des technologies du froid et devant le potentiel de développement économique qu’elles représentent, l’IIF s’est créé, en plusieurs étapes.
- Du 5 au 10 octobre 1908 : la croissance rapide de l'industrie mondiale et la quête scientifique du zéro absolu ont conduit à l’organisation du premier Congrès international du froid qui s’est tenu à Paris, France, à l’université Paris-Sorbonne, qui a accueilli plus de 2 000 participants[1]. L'événement est organisé par une vingtaine d'industriels français et soutenu par certaines des principales compagnies ferroviaires et maritimes[2].

- 25 janvier 1909 : dans le sillage de ce premier congrès, l’Association internationale du froid a vu le jour le 25 janvier 1909, formée par des délégués de 35 pays. Deux prix Nobel, ont joué un rôle important dans sa création, le physicien suisse Charles Édouard Guillaume et le physicien néerlandais Heike Kamerlingh Onnes. Coïncidemment, quelques mois avant le premier Congrès international du froid, Kamerlingh Onnes avait réussi à liquéfier l'hélium; ce qui a provisoirement fait de son laboratoire cryogénique de Leyde l'endroit le plus froid du monde. Le prestige de cette réalisation présida probablement à sa volonté de prendre la tête de l'organisation de l'Association[2]. Charles Édouard Guillaume était à cette époque directeur adjoint du Bureau International des Poids et Mesures à Sèvres[2].

- 21 juin 1920 : l’association est restructurée et devient officiellement l’Institut international du froid. Le 21 juin 1920, l’association a connu une réorganisation et a été officiellement nommée Institut international du froid (IIF), International Institute of Refrigeration (IIR) en anglais.

Ce sont la Convention internationale du 1er décembre 1954 et le Protocole d'application du 20 novembre 1956 qui définissent son statut d'organisation intergouvernementale. En 1967, L'institut international du froid se targuait de compter 54 pays membres représentant en superficie 67 pour cent des territoires du globe. Les activités de l'Institut incluent des réunions scientifiques et techniques, des colloques régionaux, des publications et notamment un Dictionnaire international du froid et un Guide bibliographique du froid, l'entretien d'une bibliothèque à des fin de documentation. Un de ses objectif est le développement des applications du froid notamment dans le domaine agricole et alimentaire, sur le plan industriel et dans le domaine de l'hygiène et de la santé.
L’IIF travaille maintenant depuis son siège situé à Paris (France) et est devenu la première organisation mondiale en matière d’expertise dans le froid.  L’Institut a continué à organiser le Congrès international du froid tous les quatre ans depuis son inauguration et a depuis diversifié son portefeuille de conférences couvrant une grande variété de sujets liés au froid. Travaillant aux côtés des gouvernements, l’IIF continue aujourd’hui à s’engager dans la promotion des connaissances sur le froid pour le développement durable et à proposer des services clés pour diffuser l’information sur des technologies associées auprès de toutes les parties prenantes (entreprises, universités, professionnels…).

## Organisation
Organisme bilingue, l'IIF mène ses activités en anglais et en français. Il fonctionne grâce :
- à l'activité de son réseau de plus de 300 membres de commissions ;
- aux adhésions des membres individuels, collectifs et bienfaiteurs ;
- aux contributions annuelles de ses 59 pays membres.

### Organes statutaires

#### La conférence générale
La conférence générale assure le fonctionnement de l'IIF et se réunit tous les quatre ans. Elle est composée des représentants des pays membres. Elle élit le président et les vice-présidents du comité exécutif.

#### Le comité exécutif
Le comité exécutif assure le contrôle de l'activité administrative et financière de l'IIF. Il se compose d'un délégué par pays membre, dont trois à six vice-présidents et un président et se réunit une fois par an.

#### Le comité de direction
Le comité de direction est chargé de suivre l'activité de l'IIF entre les réunions du comité exécutif. Il est constitué :
- du président du comité exécutif ;
- de trois membres élus tous les quatre ans par le comité exécutif ;
- de trois membres élus tous les quatre ans par le conseil science et technologie.

#### Le conseil science et technologie
Le conseil science et technologie coordonne les activités scientifiques et techniques de L'IIF autour de dix commissions, regroupées en cinq sections. Il est constitué :
- d'un président ;
- de six vice-présidents (qui sont les présidents de sections) ;
- des présidents des commissions ;
- un contact du congrès.

### Commissions
L'activité de l'IIF s'articule autour de ses cinq sections et dix commissions.

#### Section A: cryologie et gaz Liquéfiés
La section A « cryogénie et gaz liquéfiés » se focalise sur les sciences et les technologies du froid à basses températures. Le domaine de la cryogénie s’intéresse à la partie inférieure de l'échelle des températures, à partir du zéro absolu jusqu’à 120 K, englobant ainsi les points d'ébullition normaux des gaz de l'air ainsi que du gaz naturel liquéfié (GNL).
La section A comprend deux commissions : A1 « cryophysique et cryotechnique » et A2 « liquéfaction et séparation des gaz ». La commission A1 traite de la recherche, du développement et des activités industrielles relatives aux températures les plus basses, y compris la physique des basses températures, les applications de la supraconductivité et de la cryogénie à l'hélium. La commission A2 couvre essentiellement l'industrie du gaz liquéfié, notamment la séparation de l'air et la technologie du GNL, deux domaines éprouvés, aux enjeux économiques importants et qui font l’objet de développements de pointe, comme l'efficacité énergétique et le captage/stockage du CO2.

##### Commission A1: cryophysique, cryotechnique
La Commission A1 « cryophysique, cryotechnique » s'occupe de recherche, de développement et d'activités industrielles liées aux températures les plus basses, dont la physique à basse température, les applications de la supraconductivité et de la cryogénie de l'hélium.

##### Commission A2:liquéfactionetséparation des gaz
Les travaux de la commission A2 « liquéfaction et séparation des gaz » reflètent les activités déployées à l'échelle internationale dans le domaine de la séparation des gaz et de la liquéfaction. Outre l’implication personnelle des membres de la commission dans différents projets, la commission participe à des conférences, à des ateliers ainsi qu'à des séminaires tels que la Conférence internationale sur le GNL, GASTECH, Cryogenics, Le Programme européen de la cryogénie pour n’en citer que quelques-uns.
La commission entretient des liens étroits avec les universitaires, les industriels et les utilisateurs de gaz séparés et liquéfiés.
Les membres de la commission travaillent en étroite collaboration avec la commission A1 « cryophysique, cryotechnique » et la commission C1 « cryobiologie, cryomédecine et produits de santé ».

#### Section B:thermodynamique, équipements et systèmes
La section B « thermodynamique, équipements et systèmes » de l'IIF se concentre sur les notions fondamentales tant technologiques que scientifiques liées au froid, à l’exception des températures cryogéniques. Les fondamentaux sont couverts par sa commission B1 « thermodynamique et processus de transfert », alors que la commission B2 « équipements frigorifiques » couvre tous les types de technologies liées au froid. La section B est un acteur incontournable dans la plupart des conférences internationales organisées par l'IIF, à l’exception du Congrès international du froid (CIF) organisé tous les quatre ans autour des dix commissions de l’IIF, et au cours duquel environ 50 % des présentations traitent de sujets inhérents à la section B.
De manière indépendante et en lien avec les autres sections, la section B accueille une multitude de conférences telles que la conférence Gustav Lorentzen sur les fluides actifs naturels et la conférence d’Ohrid sur les technologies du froid à l'ammoniac et au CO2 ; ou encore des conférences sur les propriétés thermodynamiques et les processus de transfert des frigorigènes, sur le froid magnétique à température ambiante, sur les compresseurs et les frigorigènes, ainsi que sur les matériaux et les coulis à changement de phase pour le froid et le conditionnement d’air.
Un certain nombre de groupes de travail sont organisés sous l’égide de la section B. Dans le cadre de ces groupes de travail, des sujets de pointe liés au froid sont débattus par des experts de l'IIF pour ensuite publier les résultats obtenus dans des brochures ou dans d'autres supports de publications. Les principaux sujets traitent de la réduction des émissions directes de gaz à effet de serre dans le domaine du froid, de la réduction de la charge en frigorigènes dans les systèmes frigorifiques, du froid magnétique, de l’évaluation de l'indice de performance climatique sur le cycle de vie et de la sécurité des systèmes frigorifiques.

##### Commission B1:thermodynamiqueet processus de transfert
Les objectifs de la commission B1 « thermodynamique et processus de transfert » sont de fournir des informations et des données académiques et industrielles, et de proposer des solutions sur ces sujets. La commission B1 a été extrêmement active dans les groupes de travail, les sous-commissions, les conférences de l’IIF et les conférences patronnées par l’IIF, ainsi que les réunions de commissions.
Impliquée dans des groupes de travail de l’IIF sur la réduction des émissions directes de gaz à effet de serre dans le domaine du froid, la commission est également impliquée dans le groupe de travail chargé de l’évaluation de l'indice de performance climatique sur le cycle de vie (LCCP).
Active dans les conférences et les congrès de l’IIF, la commission B1 organise aussi des ateliers dans divers domaines, tels que la réduction de la charge en frigorigène dans les systèmes frigorifiques. Des thématiques comme l’élimination progressive des frigorigènes à PRP élevé, les bâtiments et les voitures économes en énergie, le transport frigorifique, la conservation des aliments, l'enjeu économique que représente le secteur du froid, l’implication de la jeunesse et l'identification des besoins industriels sont au cœur des préoccupations de la commission B1.

##### Commission B2: équipements frigorifiques
La commission B2 « équipements frigorifiques » est très active et participe à de nombreuses activités de l'IIF visant à promouvoir la connaissance des technologies du froid et leurs applications à travers le monde. Il s’agit d’une commission déterminante pour la plupart des activités de l'IIF en favorisant les synergies avec les autres commissions.
La commission B2 est également très active dans plusieurs groupes de travail de l'IIF : le froid magnétique, la réduction des émissions directes de gaz à effet de serre dans le secteur du froid, la réduction de la charge en frigorigène dans les systèmes frigorifiques, la sécurité des systèmes frigorifiques et l’évaluation de l'indice de performance climatique sur le cycle de vie (LCCP).

#### Section C: biologie et technologie alimentaire
Les activités de la section C de l’IIF concernent les technologies du froid appliquées aux sciences de la vie et alimentaires.
La commission C1 « cryobiologie, cryomédecine et produits de santé » s’intéresse plus particulièrement aux applications des technologies du froid dans les différents domaines de la médecine : cryochirurgie, oncologie, cryothérapie, conservation des tissus, du sang et des organes, produits de santé (notamment vaccins et préparations thermosensibles). Les travaux portent, d’une part, sur les aspects biologiques et biochimiques des effets du froid sur les organes, tissus et produits traités et, d’autre part, sur les techniques et technologies frigorifiques mises en œuvre.
La commission C2 « sciences et ingénierie alimentaires » s’intéresse plus particulièrement aux applications du froid dans le domaine des sciences alimentaires : conservation (réfrigération, congélation), hygiène et sécurité microbiologique, processus (lyophilisation, cryoconcentration, cryoprécipitation, cristallisation partielle ou totale). Les travaux s’articulent autour de la modélisation des transferts de chaleur et de matière lors des traitements frigorifiques, des effets du froid sur les denrées alimentaires et sur les cinétiques d’évolution des produits entreposés dans le froid. Les travaux portent également sur l’impact de l’intégrité de la chaîne du froid sur la qualité des aliments, notamment dans les pays chauds.

##### Commission C1:cryobiologie, cryomédecine et produits de santé
Les objectifs de la commission C1 « cryobiologie, cryomédecine et produits de santé » sont clairement définis dans le domaine de la recherche en cryobiologie, en cryomédecine et sur les produits de santé ; la diffusion des connaissances ; l’apprentissage et le transfert de technologies.
Cette Commission est particulièrement active et participe aux différentes séries d’ateliers organisés sur le traitement cryogénique en bio-pharmacie et en biomatériaux, tout en organisant différentes formations en ligne innovantes concernant les besoins multidisciplinaires et interdisciplinaires des commissions suivantes : A1 : cryophysique, cryotechnique, A2 : liquéfaction et séparation des gaz et C1 : cryobiologie, cryomédecine et produits de santé.

##### Commission C2: sciences et ingénierie alimentaires
La commission C2 se focalise sur la recherche et les techniques de pointe relatives aux sciences et à l’ingénierie alimentaires.
La commission joue un rôle essentiel dans l’accueil de la « Conférence internationale de l'IIF sur la durabilité et la chaîne du froid » (ICCC), qui se tient dans le monde entier depuis 2010.
Hormis les conférences sur la chaîne du froid et le congrès de l’IIF, la commission C2 a aussi patronné quatre autres conférences en Macédoine, en Espagne, en Croatie et en Allemagne, et continue de renforcer son rôle majeur au cœur des développements en sciences et ingénierie alimentaires.
La commission est impliquée dans divers groupes de travail de l’IIF ainsi que dans de nombreux projets innovants liés au développement de la chaîne alimentaire à travers le monde.

#### Section D: entreposage et transport
La section D de l’IIF s’intéresse à la logistique et à la distribution sous température dirigée des produits thermosensibles, des denrées alimentaires quelles qu’elles soient aux produits de santé (médicaments, vaccins, produits sanguins, organes…) en passant par les œuvres d’art ou les produits chimiques.
Elle aborde toutes les questions d’équipements et de solutions pour une chaine du froid continue de la production ou la fabrication à la consommation ou l’utilisation de ces produits.
La section D de l’IIF couvre ainsi les questions de stockage, de transport terrestre, aérien ou maritime, d’emballage, de distribution, de remise au consommateur de ces produits et à la traçabilité de la chaîne du froid. Elle s’intéresse aux équipements des entrepôts et plateformes, aux engins de transport sous température dirigée, aux emballages réfrigérants ou isothermes, aux glacières et petits conteneurs réfrigérés, aux chambres froides, aux meubles de vente frigorifiques, aux armoires réfrigérées, aux enceintes climatiques, aux réfrigérateurs et congélateurs, mais aussi aux thermomètres et enregistreurs de températures. La chaîne du froid concerne de nombreuses plages de températures tant positives que négatives, de −80 °C environ à +63 °C.

##### Commission D1: entreposage frigorifique
La commission D1 « entreposage frigorifique » traite de l’entreposage de tous les produits qui nécessitent un contrôle de la température, tels que les produits alimentaires et pharmaceutiques. Les entrepôts industriels, commerciaux et résidentiels sont également pris en compte de sorte que, en coopération avec la commission D2 « transport frigorifique », l'ensemble de la chaîne du froid soit traité, des matières premières jusqu’au produit final stocké à domicile. Le froid joue un rôle essentiel dans les produits périssables. Alors que la capacité estimée des entrepôts frigorifiques s’élevait à plus de 500 millions de mètres cubes dans le monde en 2014, dans certains pays, les pertes alimentaires, en raison de l'absence de chaîne du froid, sont encore très importantes et peuvent atteindre jusqu'à 20 % de l'approvisionnement alimentaire mondial. Dans le même temps, dans les pays fortement industrialisés, l'utilisation de réfrigérateurs commerciaux et ménagers représente jusqu'à 6 % de la consommation mondiale d'électricité.
Forte de ces constatations, la commission doit se battre afin de promouvoir des systèmes d’entreposage énergétiquement efficaces et respectueux de l'environnement. Les nouveaux frigorigènes, les synergies pour économiser ou échanger l'énergie avec d'autres systèmes ainsi que les nouvelles technologies sont au centre de ses activités. L’un des thèmes les plus importants actuellement pour cette Commission est l'efficacité énergétique. Le froid contribue à l’efficacité énergétique des conditions de stockage de la nourriture et pas seulement de la nourriture, mais pour toutes les denrées périssables à température contrôlée.

##### Commission D2: transport frigorifique
La commission D2 « transport frigorifique » de l’IIF est extrêmement active. Outre les quatre congrès annuels de l’IIF, la commission D2 participe à la conférence de l’IIF sur la durabilité et la chaîne du froid, tenue en dehors du congrès.
Chaque année, les ingénieurs d’essais de la sous-commission CERTE de la commission D2 se rencontrent dans un pays européen pour discuter des problématiques liées aux techniques de transport frigorifique et aux essais. Ce groupe conseille ensuite le WP.11, le groupe de travail des Nations unies sur le transport des denrées périssables qui se réunit chaque année à Genève. La commission D2 traite actuellement de « La chaîne du froid pour les produits pharmaceutiques » et inclura ce thème aux discussions et sujets d’étude habituels sur le transport. La commission D2 contribue également à la production de notes d'information afin de fournir des renseignements à ceux qui rencontrent des problèmes techniques ou réglementaires. 
Le rôle de l’IIF est pleinement reconnu, et en particulier l'expertise des membres de la commission D2 qui apporte une contribution importante aux enjeux du transport frigorifique : réduire le gaspillage alimentaire et minimiser les émissions.

#### Section E: conditionnement d'air, pompes à chaleur, récupération d'énergie
La Section E de l'IIF coordonne à la fois les activités de la commission E1 sur le conditionnement d'air et celles de la commission E2 sur les pompes à chaleur et la récupération d'énergie.
Les activités et intérêts principaux de ces deux commissions sont très liés, ce qui permet à leurs membres de travailler en étroite collaboration et d’organiser conjointement des conférences.
Le conditionnement d'air est un thème de plus en plus fréquemment abordé en raison à la fois de l'augmentation du confort de vie dans un nombre grandissant de pays et des effets du réchauffement planétaire. Dorénavant, même les pays où la demande en conditionnement d’air pendant la période estivale était réduite en raison de la rigueur du climat, ont recours à celui-ci sur de plus longues périodes. Il n’en reste pas moins que le besoin en chauffage est élevé et que le système le plus efficace en la matière est sans aucun doute la pompe à chaleur. Aucune autre technologie ne peut à la fois faire bénéficier aux utilisateurs d‘économies d’énergie primaire, de réductions des coûts, combinés à des répercussions climatiques bénéfiques.
Capable également de refroidir, la pompe à chaleur va probablement devenir la solution la plus prisée des années à venir puisqu'elle peut être utilisée en toutes saisons. L'utilisation combinée de ces technologies avec des bâtiments ou installations industrielles propices à la récupération thermique, permet de satisfaire les exigences en matière de  refroidissement et de chauffage de la façon la plus efficace, fiable, économique et respectueuse de l'environnement possible.

##### Commission E1: conditionnement d'air
La commission E1 « conditionnement d’air » collabore régulièrement avec la commission E2 « pompes à chaleur et récupération d'énergie » car elles ont au moins un point commun : les compresseurs. Les deux commissions travaillent fréquemment sur les mêmes équipements qui, selon les saisons, alternent entre conditionneurs d’air et pompes à chaleur.
La commission est engagée dans différents aspects du conditionnement d’air, des équipements aux systèmes. Ces dernières années, la commission a développé un intérêt particulier pour l'économie d'énergie et la durabilité, tout en maintenant de bonnes conditions de confort thermique incluant le froid naturel, le froid solaire ou le stockage d'énergie à long terme. Les thèmes abordés par la commission sont souvent repris lors de conférences internationales.
L'expertise des membres de la commission sur l'utilisation des nouveaux frigorigènes dans les systèmes de conditionnement d’air, les études comparatives annuelles sur des systèmes innovants et à énergies renouvelables, les opportunités de fonctionnement à charge partielle sur les systèmes de conditionnement d'air afin de limiter les pertes ou même pour gagner en efficacité, et sur d'autres mises à jour des champs de recherche, est précieuse, non seulement pour la communauté scientifique mais également pour tous les utilisateurs du conditionnement d’air.

##### Commission E2:pompes à chaleur, récupération d'énergie
La commission E1 « conditionnement d’air » collabore régulièrement avec la commission E2 « pompes à chaleur et récupération d'énergie » car elles ont au moins un point commun : les compresseurs. Les deux commissions travaillent fréquemment sur les mêmes équipements qui, selon les saisons, alternent entre conditionneurs d’air et pompes à chaleur.
La commission est engagée dans différents aspects du conditionnement d’air, des équipements aux systèmes. Ces dernières années, la commission a développé un intérêt particulier pour l'économie d'énergie et la durabilité, tout en maintenant de bonnes conditions de confort thermique incluant le froid naturel, le froid solaire ou le stockage d'énergie à long terme. Les thèmes abordés par la commission sont souvent repris lors de conférences internationales.
L'expertise des membres de la commission sur l'utilisation des nouveaux frigorigènes dans les systèmes de conditionnement d’air, les études comparatives annuelles sur des systèmes innovants et à énergies renouvelables, les opportunités de fonctionnement à charge partielle sur les systèmes de conditionnement d'air afin de limiter les pertes ou même pour gagner en efficacité, et sur d'autres mises à jour des champs de recherche, est précieuse, non seulement pour la communauté scientifique mais également pour tous les utilisateurs du conditionnement d’air.

## Activités et services

### La base de données FRIDOC
FRIDOC est la plus grande base de données au monde consacrée au froid. Elle contient plus de 110 000 références bibliographiques et plusieurs milliers de documents téléchargeables, dans tous les domaines du froid.

### Les publications
L'IIF publie des ouvrages sur les différents domaines du froid mais aussi des périodiques.

#### La Revue Internationale du Froid
La Revue Internationale du Froid (RIF) se positionne comme la revue de référence dans le domaine du froid. Elle permet à ses lecteurs de rester informés sur les technologies les plus récentes dans les domaines du froid, du conditionnement d’air, des pompes à chaleur, de l’entreposage frigorifique et du transport frigorifique.

#### La Newsletter
Chaque mois, la Newsletter de l'IIF fait le point sur toute l'actualité du froid: réglementation, événements, données économiques, avancées technologiques...

### Les conférences et congrès
L’IIF organise régulièrement des conférences internationales sur des thèmes majeurs :
- frigorigènes naturels
- chaîne du froid
- froid magnétique
- cryogénie
- compresseurs
- matériaux à changement de phase
- les propriétés thermophysiques et processus de transfert des frigorigènes
- nouvelles technologies.

#### Le Congrès international du froid
Organisé pour la première fois en 1908, le Congrès International du Froid est un événement phare qui conjugue l’industrie et la recherche.   
Portant sur l’ensemble des domaines du froid, le Congrès, qui a lieu tous les quatre ans, réunit des parties prenantes internationales de premier plan et apporte des perspectives sur le futur de l’industrie dans la lignée du développement durable.

### Les annuaires professionnels
L'IIF publie deux Annuaires : un annuaire des laboratoires, qui recense plus de 300 laboratoires dans 55 pays ; un Annuaire d'expertise, qui regroupe plus de 300 experts internationaux dans le domaine du froid.

### Groupes de travail
Les Groupes de travail (GT) de l'IIF fonctionnent de façon temporaire en 
rassemblant les compétences de spécialistes pour travailler sur des projets liés à des domaines d'actualité.
Leur but est de contribuer au développement et à la diffusion des connaissances relatives à ces domaines.
À cet effet, ils organisent des conférences ou ateliers, rédigent des publications ou établissent des recommandations.
Les membres des GT sont des membres de l'IIF provenant de l'industrie, de l'université et de la recherche ou des acteurs du froid.

### Les projets de recherche

#### ENOUGH
Financé par la Commission européenne - Horizon 2020 et le Green Deal européen
Durée : 4 ans (octobre 2021 - septembre 2025)
Objectif : L’objectif principal du projet est de soutenir la stratégie durable de l’UE de la ferme à la fourchette pour réduire les émissions de GES (d’ici 2030) et atteindre la neutralité carbone (d’ici 2050) dans l’industrie alimentaire.

#### SophiA
Financé par la Commission européenne - Horizon 2020 et le Green Deal européen
Durée : 4 ans (octobre 2021 - septembre 2025)
Objectif : Le projet SophiA permet aux pays africains de poursuivre des objectifs de développement durables grâce à une trajectoire de croissance verte, résiliente au changement climatique et à faible émission de carbone, en s'affranchissant des combustibles fossiles et des technologies de réfrigération à haut potentiel de réchauffement climatique.

## Le réseau de l'IIF
L'IIF compte aujourd'hui 59 pays membres, représentant deux-tiers de la population mondiale. Ces pays sont classés en 6 catégories selon leur contribution  à l'IIF.
Ils participent à l'activité de l'IIF par l’intermédiaire de leurs délégués et des membres de commissions qu'ils proposent. Ceux-ci participent à l'élaboration des orientations de l'IIF, à ses activités scientifiques ainsi qu'aux groupes de travail et à l'élaboration des recommandations. Les Pays Membres accueillent aussi les réunions et conférences. Leur niveau de contribution détermine leur catégorie (1 à 6) et les services qu’ils reçoivent.

### Pays membres
Les pays membres de l'IIF sont les suivants :
| Algérie         | Canada              | États-Unis | Japon             | Nouvelle-Zélande      | Slovénie             |
| Allemagne       | Chine               | Finlande   | Jordanie          | Ouzbékistan           | Soudan               |
| Arabie Saoudite | Congo (Rép. Pop.)   | France     | Liban             | Pays-Bas              | Suède                |
| Australie       | Corée du Sud        | Gabon      | Macédoine du Nord | Pologne               | Tchad                |
| Autriche        | Côte d'Ivoire       | Guinée     | Madagascar        | Qatar                 | Tchèque (République) |
| Belgique        | Croatie             | Hongrie    | Malaisie          | Roumanie              | Togo                 |
| Bénin           | Cuba                | Inde       | Mali              | Royaume-Uni           | Tunisie              |
| Bulgarie        | Égypte              | Irlande    | Maroc             | Russie                | Turquie              |
| Burkina Faso    | Émirats arabes unis | Israël     | Niger             | Serbie                | Viet Nam             |
| Cameroun        | Espagne             | Italie     | Norvège           | Slovaque (République) |                      |

### Membres collectifs et bienfaiteurs
Les membres collectifs et bienfaiteurs peuvent être des structures telles que des entreprises, des laboratoires, des universités, ou encore des organisations régionales, nationales ou internationales.

### Membres individuels
Les membres individuels sont des particuliers tels que des chercheurs, scientifiques, industriels ou encore des professeurs.